# Нурпур
Нурпур (енгл. Noorpur), индијски град у округу Биџнор у држави Утар Прадеш.

## Историја
У време британске управе у Индији, Нурпур је био важна војна база британске војске. Током Индијског устанка 1857, 4. пук домородачке пешадије (сепоја) Бенгалске армије, стациониран у граду, разоружан је пре него што је стигао да се побуни.

## Демографија
По попису становништва из 2001. године град је имао 33.580 становника. По последњем попису из 2011. град је имао 38.806 становника, од чега 51,7 % мушкараца, 24,7 % неписмених и 37 % запослених.